# Sammlung Stoffel
De Sammlung Stoffel is een belangrijke private kunstverzameling van Michael en Eleonore Stoffel.

## Toelichting
De verzameling die geldt als een van de belangrijkste Duitse kunstverzamelingen omvat ongeveer 200 werken. De collectie toont belangrijke ontwikkelingen in de Duitse en Amerikaans kunst van de jaren 60 tot de jaren 90 van de 20ste eeuw.
De verzameling bevat werk van onder meer Marlene Dumas, Caroll Dunham, Günther Förg, Leiko Ikemura, Jörg Immendorff, Mike Kelley, Martin Kippenberger, Per Kirkeby, Markus Lüpertz, A. R. Penck, Ulrich Rückriem, David Salle, Rosemarie Trockel, Nicola Tyson und Terry Winters. Verder werk van Georg Baselitz, David Hockney, Hermann Nitsch, Serge Poliakoff und Antoni Tàpies.
Sinds 2006 werden de werken in bruikleen gegeven aan de Münchense Pinakothek der Moderne. Verder omvat de verzameling 25 in de open lucht opgestelde sculpturen, opgesteld in het Sculpturenpark van Keulen.